# Salling (landsdel)
 For alternative betydninger, se Salling. (Se også artikler, som begynder med Salling)
Salling er en halvø i Limfjorden nord for Skive. Mod syd er Salling landfast med resten af Jylland.
Rent geologisk kan Salling opfattes som en holm snarere end en halvø, da undergrunden adskiller sig fra områderne mod syd.
I det sydlige Salling findes middelalderborgen Spøttrup Borg.
Gennem Salling løber hovedvej 26 som ved Glyngøre krydser Sallingsund på Sallingsundbroen. Fra 1884 til 1977 fandtes mellem byerne Skive og Glyngøre Sallingbanen.

## Administrativ inddeling
Fra 2007 ligger hele Salling i den nye Skive Kommune, der hører til Region Midtjylland.
Fra 1970 til 2006 bestod Salling af kommunerne Sallingsund, Sundsøre og Spøttrup samt en del af den hidtidige Skive Kommune. Hele området hørte til Viborg Amt.
De tre hidtidige kommuner udgør stadig Salling Provsti. Sognene omkring Skive hører til Skive Provsti. Begge hører til Viborg Stift.
Historisk er Salling sammenfaldende med de fire herreder Harre Herred, Nørre Herred, Rødding Herred og Hindborg Herred. I sidstnævnte indgår Skive købstad. I middelalderen udgjorde Salling den centrale del af Sallingsyssel.
Øen Fur administreres sammen med Salling. Den hørte tidligere til Sundsøre Kommune, nu Skive Kommune.
56°39′N 8°56′Ø / 56.650°N 8.933°Ø